# Turramurra, New South Wales
Turramurra este o suburbie în Sydney, Australia.